# 完颜勗
完颜勗（xù）（1099年—1157年），字勉道，原名乌野。金穆宗完顏盈歌之子，完颜昌之弟。子完颜宗秀。
好学问，金人称之为「秀才」。金太祖时从军攻辽。金太宗即位召与谋政事。1126年，金军陷北宋首都汴京，完颜勗被派去犒军。主帅完颜宗翰等問其所欲。他说：『惟好書耳。』載數車而還。
皇太弟完颜斜也死后，完颜勗首先倡议将太祖嫡长孙合剌册立为皇储谙班勃极烈，并陆续得到权臣支持，最后成为事实。
金熙宗时，修撰《祖宗實錄》三卷，『自始祖以下十帝，綜為三卷。凡部族，既曰某部，複曰某水之某，又曰某鄉某村，以別識之。凡與契丹往來及征伐諸部，其間詐謀詭計，一無所隱。事有詳有略，咸得其實。』呈献金熙宗时，熙宗「焚香立受之」，加赏二品亲王俸傔。
皇统八年(1148年)，呈献《太祖實錄》二十卷，賜黃金八十兩，銀百兩，重彩五十端，絹百匹，通犀、玉鉤帶各一。出領行台尚書省事，召拜太保，領三省、領行台，封魯國王。
海陵王完颜亮刚到上京任职时，一次大臣开会迟到了。完颜勗面責之曰：「吾年五十餘，猶不敢後，爾少年強健，乃敢如此。」海陵王跪謝。海陵王弑熙宗称帝后，为收买人望并没有报复，封完颜勗为秦漢國王，領三省、監修如故。到了完颜宗本無罪被杀，完颜勗头发胡子突然变白(见伍子胥白发典故)，上表請告老辞职。海陵王不許，极力挽留，賜以玉帶，下詔命令完颜勗可以呆在家里和大臣議事，入朝可以不拜。完颜勗再请，说有疾病不能多说话，海陵王没有办法，只好让完颜勗致仕，進封周宋國王。正隆元年(1156年)，和金国宗室一起从上京遷往中都。正隆二年(1157年)，降封金源郡王。不久病死。

## 延伸阅读
[在维基数据编辑]
 《金史/卷66》，出自脱脱《遼史》